# Калокер
Калокер — римский узурпатор в 333—334 годах в правление императора Константина I Великого.
Калокер, находясь в должности «magister pecoris camelorum» (начальника стад верблюдов), поднял восстание на Кипре и провозгласил себя императором. В 334 году отряды узурпатора были разбиты войсками родственника Константина I Далмация Старшего, а самого Калокера взяли в плен. Его вместе с сообщниками пытали, а затем казнили в киликийском городе Тарсе.